# Andrés Colorado
Andrés Felipe Colorado Sánchez, mais conhecido como Andrés Colorado (El Cerrito, 1 de dezembro de 1998), é um futebolista colombiano que atua como volante. Atualmente joga pelo Deportivo Cali, emprestado pelo Necaxa.

## Carreira

### Cortuluá
Colorado nasceu em El Cerrito, um município do Departamento de Valle del Cauca na Colômbia, tendo ido morar em Guacarí aos oito anos de idade junto com seus pais e seus irmãos. Começou a jogar futebol na Escuelita del Pueblo de Guacarí, antes de ir para a base do Cortuluá e estrear pelo profissional em 2017, tendo nesse mesmo ano uma rápida passagem pelo Llaneros, clube também colombiano, por empréstimo.

### Deportivo Cali
Em 2019, foi anunciado seu empréstimo de um ano ao Deportivo Cali, com opção de estendê-lo por mais dois anos. Em fevereiro de 2021, retornou ao Cortuluá, mas no mesmo mês retornou ao Cali também por empréstimos e sem custos, tendo nesse período (2019 e 2020), atuado em 61 partidas e fez três gols. Ao todo ficou três anos no clube, tendo como melhor temporada a sua última ao jogar 44 partidas, com 5 gols e 5 assistências. Colorado teve uma passagem destacada pelo clube de Cáli, disputando 103 partidas e fazendo 8 gols, tendo conquistado o Campeonato Colmbiano de Futebol de 2021 - Finalización e sido peça chave para conquista do título. Como não teve seu empréstimo renovado desta vez, voltou ao Cortuluá em janeiro de 2022.

### São Paulo

#### 2022
Em 22 de fevereiro de 2022, foi anunciado por empréstimo como novo e sexto reforço do São Paulo na temporada, assinando até o final da temporada e com o tricolor tendo opção de compra dos direitos econômicos ao final do período no valor de 1,6 milhões de dólares (equivalente a 8,26 milhões de reais). Sua apresentação foi em 25 de fevereiro e escolheu usar a camisa 20.
Fez sua estreia com a camisa do tricolor em 13 de março, na vitória de 2–1 sobre o Água Santa na 9ª rodada do Campeonato Paulista, tendo entrado aos 25 minutos do segundo tempo na vaga de Pablo Maia e teve boa participação, tendo participado e disputado a bola que sobrou para Jonathan Calleri fazer o gol da vitória aos 47 minutos.
Em 14 de novembro, Colorado teve sua passagem pelo tricolor encerrada, deixando o clube sem muito brilho e apenas 17 partidas.

### Partizan
Em 2 de fevereiro de 2023, Colorado foi anunciado como novo reforço do clube sérvio Partizan por empréstimo, sendo o primeiro colombiano a atuar no clube. Atuou em 14 partidas e fez um gol pelo clube sérvio.

### Nexaca
A pedido do técnico Rafael Dudamel, Colorado foi anunciado como novo reforço do clube mexicano Necaxa em 29 de junho de 2023, escolhendo a camisa 5.

## Estilo de jogo
Definido com um volante alto (1,93 m), moderno, completo e especialista em box-to-box, Andrés Colorado tem como características uma marcação agressiva e implacável, mas também é definido como um atleta que tem uma qualidade para chegar e se infiltrar na área adversária. Também é dito sobre sua vitalidade, capacidade de sempre encabeçar os inícios de jogadas, sempre controlando o ritmo do seu time, capacidade de auxílio e o uso de sua altura para aparecer bem em jogadas aéreas. 

## Seleção Colombiana
Em 7 janeiro de 2022, foi convocado por Reinaldo Rueda para atuar pela Colômbia em disputar um amistoso contra Honduras. Entrando no lugar de Daniel Giraldo, logo em sua estreia fez o gol da vitória de sua seleção por 2–1 após receber passe de Yimmi Chará.

## Títulos

### Deportivo Cali
- Campeonato Colombiano de Futebol - Finalización: 2021